# Nephele rosae
Nephele rosae är en fjärilsart som beskrevs av Butler 1875. Nephele rosae ingår i släktet Nephele och familjen svärmare. Inga underarter finns listade i Catalogue of Life.